# Ignace Joseph III Younan
Ignace Joseph III Younan (arabe : إغناطيوس يوسف الثالث يونان), né le 15 novembre 1944 à Hassaké (Syrie), est le primat actuel de l'Église catholique syriaque avec le titre de Patriarche d'Antioche et de tout l'Orient depuis le 20 janvier 2009.

## Biographie
Il est ordonné prêtre le 12 septembre 1971.
Le 6 novembre 1995 il devient le premier évêque de l'éparchie "Our Lady of Deliverance" des syro-catholiques de Newark aux États-Unis. Il est consacré le 7 janvier 1996.
Le 20 janvier 2009, il est élu par le synode des évêques de l'Église syro-catholique, convoqué à Rome le 18 janvier pour élire un successeur à Ignace-Pierre VIII, démissionnaire en vue de « l'unité du synode patriarcal ».
Le pape Benoît XVI confirme son élection en lui accordant la communion ecclésiastique le 22 janvier 2009.

## Autres images

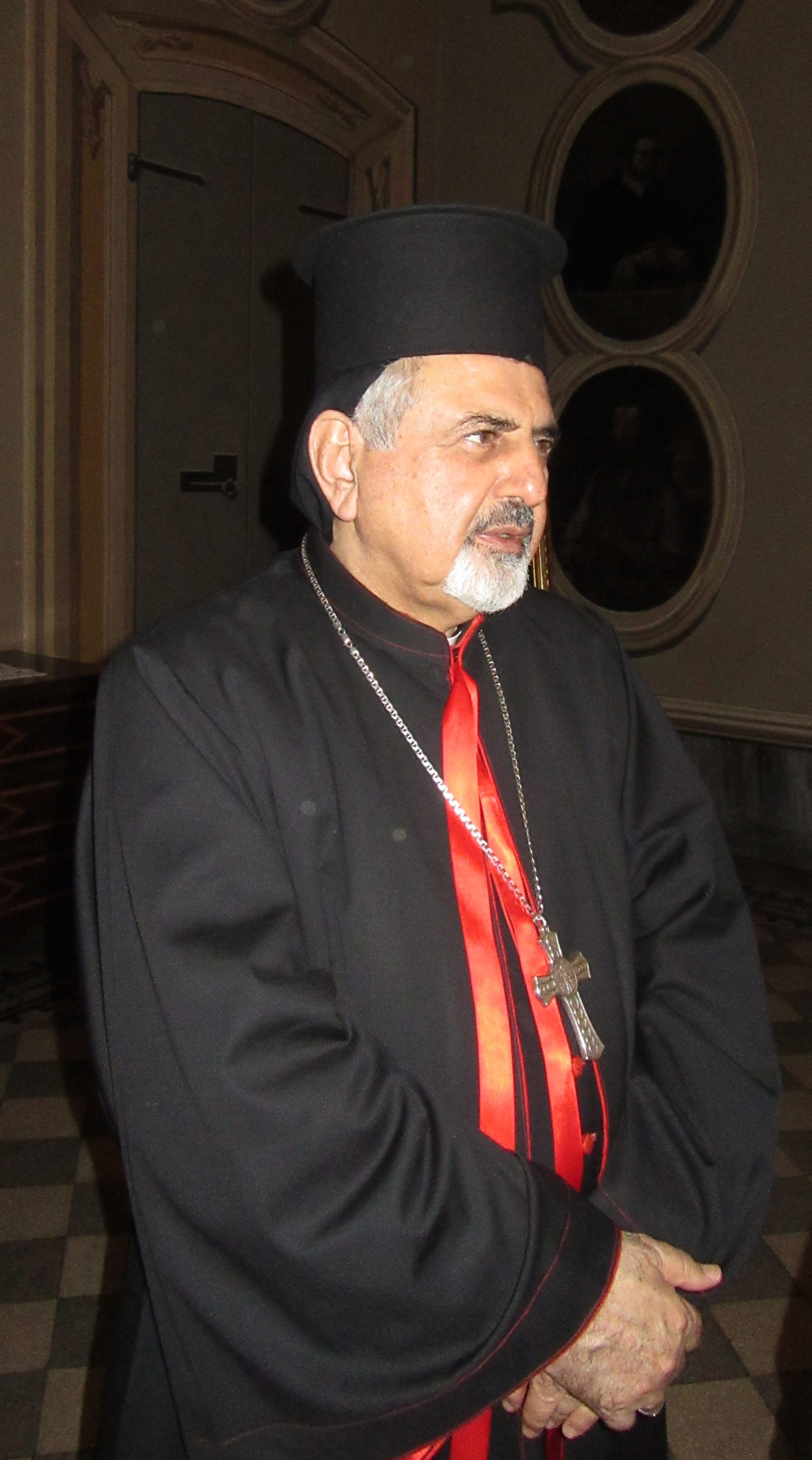
Ignace Joseph III, le soir du 20 février 2017, à l'évêché de Lodi.
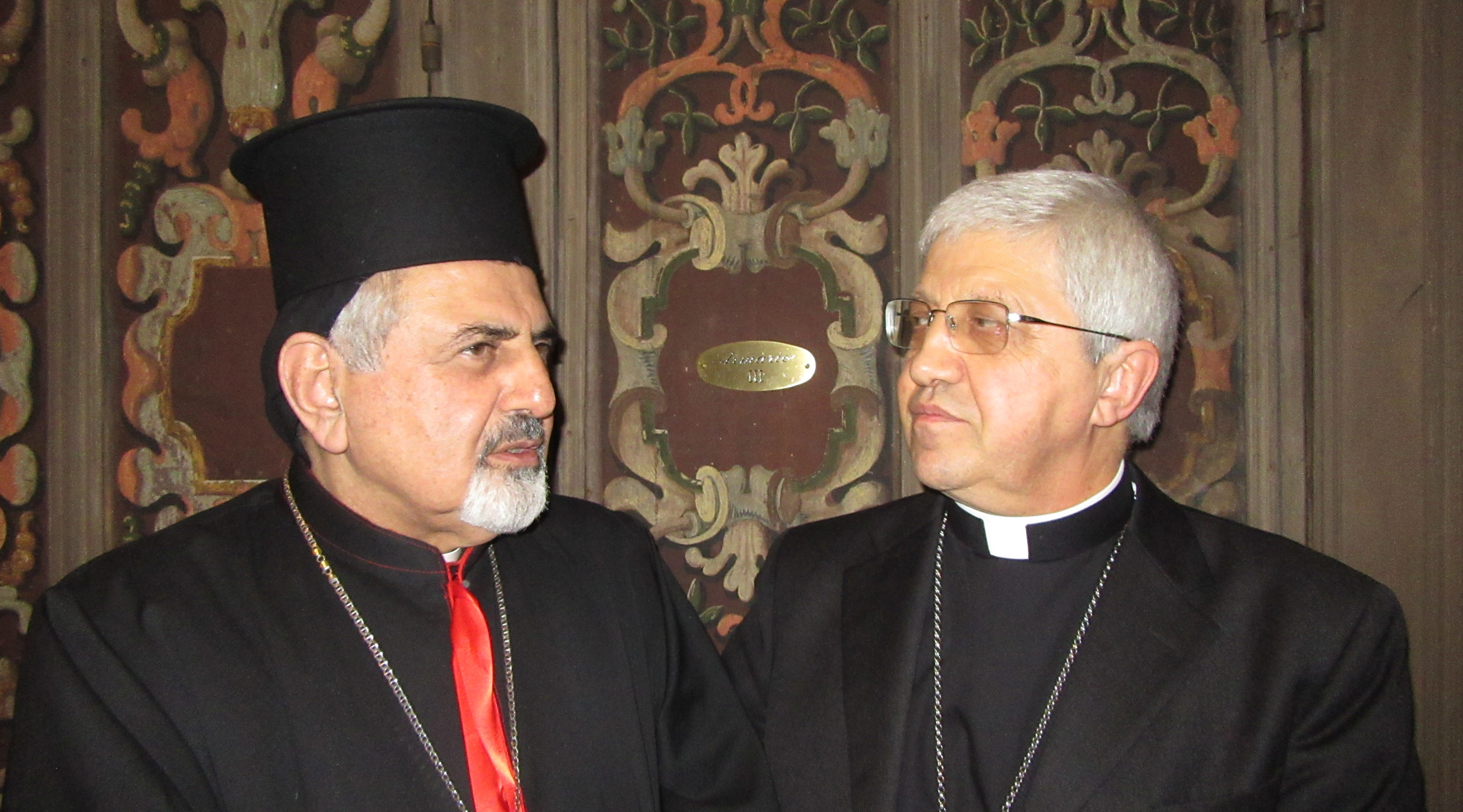
Maurizio Malvestiti (droite) accueille à l'évêché de Lodi le patriarche Ignace Joseph III, le 20 février 2017.